# Delta 5
Delta 5 war eine kurzlebige Rockband aus Leeds, England, und zwischen 1979 und 1981 aktiv.

## Karriere
Die ursprünglichen Mitglieder von Delta 5, Julz Sale (Gesang/Gitarre), Ros Allen (Bass) und Bethan Peters (Bass), gründeten die Band „aus Spaß“, aber sie wurden bald Teil der florierenden Post-Punk Szene in Leeds. Später kamen Kelvin Knight als Schlagzeuger und Alan Riggs als Gitarrist hinzu. Sie kombinierten Feminismus mit einem bassigen funkig-punkigen Sound (ähnlich wie der Stil einer anderen Band aus Leeds, Gang of Four) und veröffentlichten ihre Debüt-Single im Jahr 1979, Mind Your Own Business. Dieser Song wurde später mit japanischem Liedtext und in Saboten (Kaktus) umbenannt von Shonen Knife gecovert und auf deren Debütalbum Minna Tanoshiku im Jahr 1982 veröffentlicht, sowie von Chicks on Speed, Le Shok, R. Stevie Moore, Pigface und den Dum Dum Girls.  
Delta 5 waren auch in der Bewegung Rock Against Racism aktiv und die Betroffenen eines medial stark aufgegriffenen Angriffs einer rechtsextremen Gruppe, die der rivalisierenden Bewegung Rock Against Communism nahestand.
Nach der Veröffentlichung ihrer zweiten Single, You, tourte die Band erfolgreich durch die Vereinigten Staaten und verließ kurz darauf das Label Rough Trade zugunsten von Charisma Records. Sie nahmen dann ihr Debütalbum See the Whirl auf, das zu reinlich produziert wurde und sowohl wirtschaftlich als auch in Kritiken kein Erfolg wurde. Wegen des Misserfolgs des Albums löste sich die Band 1981 auf. Nach der Auflösung der Band spielte Bethan Peters auf dem zweiten Album von Fun Boy Three, Waiting.
Im Jahr 2006 veröffentlichte Kill Rock Stars eine Kompilation von früherem Material von Delta 5 unter dem Namen Singles & Sessions 1979–1981, womit sie von der wiederaufkommenden Beliebtheit von Post-Punk-Bands wie Gang of Four und Wire profitierten. Diese umfasst eine Fülle an unveröffentlichtem Material sowie BBC Radioaufnahmen und Konzertmitschnitten.
Frontfrau Julz Sale verstarb im September 2021.
Mind Your Own Business avancierte zum bekanntesten Song der Band und wurde 2009 als Single neuveröffentlicht, zudem war er im Spielfilm Schräger als Fiktion, in der Serie Sex Education und einem Werbespot von Apple zu hören.

## Diskographie

### Studioalben
- 1981: See the Whirl (Pre Records)

### Extended Plays
- 1981: 6 (Base Record)

### Kompilationen
- 2006: Singles & Sessions 1979–1981 (Kill Rock Stars)
- 2011: Singles and Sessions Plus (Blue Apple Records)

### Singles
- 1979: Mind Your Own Business / Now That You’re Gone (Rough Trade Records)
- 1980: Anticipation / You (Rough Trade Records)
- 1980: Try / Colour (Rough Trade Records)
- 1980: In the Beginning There Was Rhythm / Anticipation / Where There’s a Will... (3-Way-Split mit The Slits und The Pop Group) (Arletty)
- 1981: Shadow / Leaving (Pre Records)
- 1982: Powerlines / The Heart is a Lonely Hunter (Pre Records)
- 2009: Mind Your Own Business (Kill Rock Stars)